# Velvet Revolver
Velvet Revolver war eine US-amerikanische Rockband, die wegen der Prominenz ihrer Einzelmitglieder als Supergroup gilt. Der bisherige Sänger Scott Weiland starb im Dezember 2015, nachdem er offiziell die Band 2008 verlassen hatte.

## Bandgeschichte
Slash, Duff McKagan und Matt Sorum, ehemalige Bandmitglieder von Guns n’ Roses, traten im September 2002, etwa fünf Jahre nach ihrem Austritt aus dieser Band, gemeinsam bei einem Benefizkonzert für den verstorbenen Drummer von Ozzy Osbourne, Randy Castillo, auf. In der darauffolgenden Zeit trafen sie sich weitere Male und beschlossen schließlich, eine neue Band zu gründen. In der Gründungsphase war zuerst Izzy Stradlin als Rhythmus-Gitarrist eingeplant. Dieser stieg aber schon nach kurzer Zeit wieder aus. Gründe dafür waren Stradlins Abneigung, mit einem Leadsänger zusammenzuarbeiten, sowie seine Aversion gegen das ständige Touren. Im Oktober trat Dave Kushner der Band als Rhythmus-Gitarrist bei. Schnell war Scott Weiland als Wunschkandidat für den Posten des Leadsängers ausgemacht, kurz darauf aber gleich wieder aus den Augen verloren. Es dauerte in Folge noch ein dreiviertel Jahr, welches durchzogen von mehreren Umbenennungen in Bezug auf den Bandnamen sowie mehreren Umbesetzungen in Bezug auf den Leadsänger war. Im Juni 2003 stieß dann schließlich doch noch Scott Weiland offiziell als Leadsänger zur Gruppe, welche sich von nun an Velvet Revolver nannte. Die erste Veröffentlichung der Band war die Single Set Me Free im Jahr 2003 als Titellied zu der Verfilmung von Hulk. Am 7. Juni 2004 erschien das Debütalbum Contraband. Dieses konnte wie in den USA in Kanada eine Doppelplatin-Auszeichnung erreichen.
Überschattet wurde die Veröffentlichung von der Tatsache, dass sich Sänger Scott Weiland zur selben Zeit einer gerichtlich verordneten Rehabilitations-Therapie aufgrund seiner Heroinsucht unterziehen musste. Zudem trat er bei einem Konzert in Deutschland mit einer Mütze auf, die einer SS-Mütze ähnelte. Später erklärte der Sänger, er habe mit der NS-Ideologie nichts zu tun, und man solle dieses Outfit als Gag betrachten.
Immer wieder aufkommende Gerüchte, nach denen die Band vor der Auflösung stehe, wurden regelmäßig dementiert.
Das zweite Album Libertad erschien im Juli 2007 und ist sehr vom Tod der Brüder Scott Weilands und Matt Sorums geprägt. Beide starben während der Aufnahmen zu Libertad innerhalb weniger Tage, und beide Todesfälle waren unabhängig voneinander drogenbedingt. Besonders die Tracks For a Brother, The Last Fight und das Electric-Light-Orchestra-Cover Can’t Get It Out of My Head beziehen sich auf diese Thematik. Das Album wurde in Kanada mit Gold ausgezeichnet.
Am 28. Januar 2008 wurde bekannt, dass Scott Weiland wieder mit seiner Ex-Band, den Stone Temple Pilots für ein paar Konzerte zusammenkommen werde. Die Reunion sollte im Sommer 2008 erfolgen, was aber auf Velvet Revolver keine Auswirkungen haben sollte. Wie Slash behauptete, war er vielmehr bereit, mit den Aufnahmen eines neuen Albums zu beginnen. Es seien zwar noch keine Lieder fertiggestellt, jedoch ein paar sehr vielversprechende Ideen vorhanden.
Weiland kündigte bei einem Konzert in Glasgow am 20. März 2008 zur Verwunderung der restlichen Bandmitglieder jedoch öffentlich an, dass die laufende Tour der Band auch die letzte sei. Danach verließ er die Bühne und kam nur zur Darbietung von It’s So Easy noch einmal zurück. Slash verkündete allerdings, dass die Band sich nicht auflösen würde und dass deren laufende Tour keineswegs die letzte sei. In einem Interview mit Classic Rock sagte er auch, dass Scott Weiland mit Velvet Revolver offenbar abgeschlossen habe und die Band nach dem Ende der laufenden Tour verlassen werde. Anfang April 2008 trennten sich in der Tat die Wege von Scott Weiland und Velvet Revolver. Es ist nicht völlig klar, welche der beiden Parteien diesen Entschluss zuerst fasste. Slash gab die Trennung von Weiland einen Tag nach dem letzten Konzert der Libertad-Tour bekannt; die Band werde dennoch weiterbestehen. Doch Scott entgegnete in einer E-Mail an MTV, dass er schon lange geplant habe, bei Velvet Revolver auszusteigen, um wieder mit Leuten Musik zu machen, die seinem persönlichen Stil näher seien – den Stone Temple Pilots.
Seit dem Ausstieg Weilands versuchten die verbleibenden vier Mitglieder erfolglos, einen passenden Ersatz für ihn zu finden, weshalb es auch nach 2007 zu keinen weiteren Veröffentlichungen mehr kam. Im Januar 2012 standen Velvet Revolver nach vier Jahren noch einmal mit Scott Weiland auf der Bühne, wobei sie zusammen vier Songs spielten. Anlass war der Tod ihres gemeinsamen Freundes und Komponisten John O’Brien. Sofort kamen Spekulationen um eine mögliche Reunion auf. Als Weiland Anfang 2013 von den Stone Temple Pilots entlassen wurde, bekamen diese Gerüchte zunächst neuen Auftrieb. Stattdessen stiegen Slash und McKagan nach einer Weile wieder bei Guns n’ Roses ein.
Scott Weiland starb am 3. Dezember 2015 in Bloomington, Minnesota an den Folgen eines Drogencocktails.

## Diskografie

### Studioalben
| Jahr | Titel      | Höchstplatzierung, Gesamtwochen, AuszeichnungChartplatzierungen (Jahr, Titel, Platzierungen, Wochen, Auszeichnungen, Anmerkungen) | Höchstplatzierung, Gesamtwochen, AuszeichnungChartplatzierungen (Jahr, Titel, Platzierungen, Wochen, Auszeichnungen, Anmerkungen) | Höchstplatzierung, Gesamtwochen, AuszeichnungChartplatzierungen (Jahr, Titel, Platzierungen, Wochen, Auszeichnungen, Anmerkungen) | Höchstplatzierung, Gesamtwochen, AuszeichnungChartplatzierungen (Jahr, Titel, Platzierungen, Wochen, Auszeichnungen, Anmerkungen) | Höchstplatzierung, Gesamtwochen, AuszeichnungChartplatzierungen (Jahr, Titel, Platzierungen, Wochen, Auszeichnungen, Anmerkungen) | Anmerkungen                        |
| Jahr | Titel      | DE | AT | CH | UK | US | Anmerkungen                        |
| ---- | ---------- | --- | --- | --- | --- | --- | ---------------------------------- |
| 2004 | Contraband | DE7 (15 Wo.)DE | AT15 (16 Wo.)AT | CH22 (10 Wo.)CH | UK11 Gold · (20 Wo.)UK | US1 ×2Doppelplatin · (51 Wo.)US                                                                                                   | Erstveröffentlichung: 8. Juni 2004 |
| 2007 | Libertad   | DE36 (3 Wo.)DE | AT22 (4 Wo.)AT | CH21 (7 Wo.)CH | UK6 Silber · (7 Wo.)UK | US5 (13 Wo.)US | Erstveröffentlichung: 3. Juli 2007 |

### EPs
- 2007: Melody and the Tyranny

### Singles
| Jahr | Titel Album               | Höchstplatzierung, Gesamtwochen, AuszeichnungChartplatzierungen (Jahr, Titel, Album, Platzierungen, Wochen, Auszeichnungen, Anmerkungen) | Höchstplatzierung, Gesamtwochen, AuszeichnungChartplatzierungen (Jahr, Titel, Album, Platzierungen, Wochen, Auszeichnungen, Anmerkungen) | Höchstplatzierung, Gesamtwochen, AuszeichnungChartplatzierungen (Jahr, Titel, Album, Platzierungen, Wochen, Auszeichnungen, Anmerkungen) | Anmerkungen                              |
| Jahr | Titel Album               | DE | UK | US | Anmerkungen                              |
| ---- | ------------------------- | --- | --- | --- | ---------------------------------------- |
| 2004 | Slither Contraband        | — | UK35 Silber · (5 Wo.)UK | US56 Gold · (20 Wo.)US | Erstveröffentlichung: 24. Mai 2004       |
| 2004 | Fall to Pieces Contraband | DE89 (1 Wo.)DE | UK32 (2 Wo.)UK | US67 Gold · (20 Wo.)US | Erstveröffentlichung: 13. September 2004 |

Weitere Singles
- 2003: Set Me Free
- 2005: Dirty Little Thing
- 2005: Come On, Come In
- 2007: She Builds Quick Machines
- 2007: The Last Fight
- 2008: Get Out the Door

### Videoalben
- 2010: Live in Houston

## Auszeichnungen für Musikverkäufe
| Goldene Schallplatte - Japan - 2004: für das Album Contraband - Kanada - 2007: für das Album Libertad - Neuseeland - 2007: für das Album Libertad 2× Platin-Schallplatte - Kanada - 2005: für das Album Contraband |

Anmerkung: Auszeichnungen in Ländern aus den Charttabellen bzw. Chartboxen sind in ebendiesen zu finden.
| Land/RegionAuszeichnungen für Musikverkäufe (Land/Region, Auszeichnungen, Verkäufe, Quellen) | Silber     | Gold     | Platin     | Verkäufe  | Quellen           |
| -------------------------------------------------------------------------------------------- | ---------- | -------- | ---------- | --------- | ----------------- |
| Japan (RIAJ)                                                                                 | —          | Gold1    | —          | 100.000   | riaj.or.jp        |
| Kanada (MC)                                                                                  | —          | Gold1    | 2× Platin2 | 250.000   | musiccanada.com   |
| Neuseeland (RMNZ)                                                                            | —          | Gold1    | —          | 7.500     | radioscope.net.nz |
| Vereinigte Staaten (RIAA)                                                                    | —          | 2× Gold2 | 2× Platin2 | 3.000.000 | riaa.com          |
| Vereinigtes Königreich (BPI)                                                                 | 2× Silber2 | Gold1    | —          | 360.000   | bpi.co.uk         |
| Insgesamt                                                                                    | 2× Silber2 | 6× Gold6 | 4× Platin4 |           |                   |